# Прокна
Прокна (грец. Πρόκνη) — дочка афінського володаря Пандіона і Зевксіппи, сестра Філомели, Бута і Ерехтея, дружина Терея, мати Ітіса.
Філомела стала жертвою насильства з боку Терея. Щоб Прокна не довідалася про злочин, заподіяний її сестрі, Терей відрізав Філомелі язик. Проте вона на пеплосі виткала листа до Прокна, в якому розповіла про завдану їй кривду. Прокна вбила Ітіса, свого сина від Терея, й нагодувала чоловіка його м'ясом. Терей намагався вбити дружину та її сестру, але Зевс перетворив Прокну в солов'я, Філомелу — в ластівку, а Терея в одуда. Міф зберіг спогад про канібалізм, що існував у первісному суспільстві (як ото Тантал і Пелоп, Атрей і Тіест).
Овідій наводить цей міф у «Метаморфозах», Софокл написав трагедію «Трапеза Терея» (твір не зберігся).